# Повитиця південна
Повитиця південна (Cuscuta australis) — вид рослин з родини берізкових (Convolvulaceae); зростає у південній Європі, Африці, Азії, Австралії.

## Опис
Однорічна рослина 30–80 см. Стебло жовтувате, розгалужене. Квітки на потовщених дуже коротких ніжках, зібрані в щільні головчасте 4–5-квіткові суцвіття. Віночок блідо-жовтий, дзвінчастий. Лусочки в трубці віночка дрібні, коротко-бахромчасті, іноді нерозвинені. Тичинки б.-м. виступають між тупуватими частками віночка.

## Поширення
Поширений у південній Європі, Африці, Азії, Австралії; натуралізований в Алжирі, Угорщині, Нідерландах, Польщі, Швейцарії.
В Україні вид паразитує на бур'янах і культурних рослинах — у Закарпатті, Лісостепу, Степу та пд Криму.